# Alfredcasparita
L'alfredcasparita és un mineral de la classe dels silicats. Rep el nom en honor d'Alfred Caspar (1926–2022), propietari i explotador de la pedrera Caspar, al volcà Bellerberg (Alemanya), durant gairebé 50 anys.

## Característiques
L'alfredcasparita és un silicat de fórmula química Sr₂TiO(Si₂O₇). Va ser aprovada com a espècie vàlida per l'Associació Mineralògica Internacional en el mes de juny de l'any 2023, i va ser publicada a la revista internacional Journal of Geosciences per Rafał Juroszek et al. en el mes de desembre de 2024 amb el títol «Alfredcasparite, Sr₂TiO(Si₂O₇), a new mineral from the Caspar quarry, Bellerberg volcano, Germany, and new data on wesselsite, SrCuSi₄O₁₀». És l'anàleg amb estronci de la fresnoïta. Cristal·litza en el sistema tetragonal.
L'exemplar que va servir per a determinar l'espècie, el que es coneix com a material tipus, es troba conservat a les col·leccions del Museu d'Història Natural de Magúncia, a Alemanya, amb el número de catàleg: NHMMZ M 2023/1-LS.

## Formació i jaciments
Va ser descoberta al xenòlit CS-034 de la pedrera Caspar, que es troba a Ettringen, dins el districte de Mayen-Koblenz (Renània-Palatinat, Alemanya). Aquest indret és l'únic a tot el planeta on ha estat descrita aquesta espècie mineral.